# ما سیچون
ساندرا ما سیچون (چینی ساده: 马思纯; پین‌یین: Mǎ Sīchún؛ زادهٔ ۱۴ مارس ۱۹۸۸) بازیگر اهل چین است. او به خاطر ایفای نقش در فیلم سول‌میت (۲۰۱۶) شناخته می‌شود. از آثار دیگری که در آنها ایفای نقش کرده است می‌توان به مهاجمان زمان (۲۰۱۶) و کارآگاه دی: چهار پادشاه آسمانی (۲۰۱۸) اشاره کرد.